# Garattasak

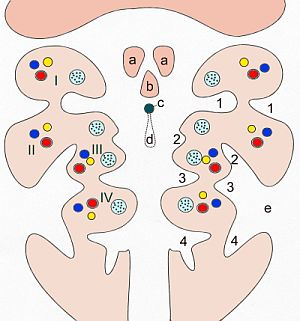
A garatbarázdák (külső arab számok), garatívek (római számok) és garattasakok (belső arab számok) hosszmetszete

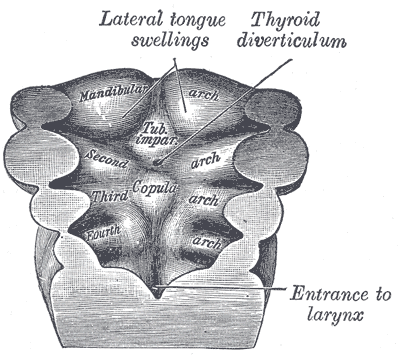
Az előzőnek megfelelő ábra Gray anatómiakönyvében

A garattasakok más néven kopoltyútasakok (angolul pharyngeal vagy branchial pouches) az embrió fejlődése során a garatbél endodermális hámjából kialakuló páros képletek. (A garatbél az előbél kraniális, fejvégi része, mely az embrió „nyakának” megfelelően helyezkedik el.) A garattasakoktól kifelé haladva találhatók meg a garatívek és a garatbarázdák. E képletekből a későbbiekben fontos feji, nyaki és mellkasi szervek képződnek.
Emberben öt pár garattasak található:
- Az első pár garattasakból a dobüreg és a fülkürt hámja alakul ki.
- A második pár garattasak képződménye a szájpadmandula.
- A harmadik pár garattasakból alakul ki a két alsó mellékpajzsmirigy és a csecsemőmirigy.
- A negyedik pár garattasakból képződnek a felső mellékpajzsmirigyek, valamint ebből is megkezdődik a csecsemőmirigy hámjának fejlődése, de ez a későbbiekben eltűnik.
- Az ötödik pár garattasak képződménye az ultimobranchiális test, melyből a pajzsmirigy C-sejtjei származnak.

A 3. és 4. garattasakok fejlődési rendellenessége DiGeorge-szindrómát eredményez.